# Décembre 1799

## Événements
- 12 décembre, France : traité de Pouancé avec les Chouans.
- 13 décembre, France (22 frimaire an VIII) : proclamation de la constitution de l'an VIII.
- 15 décembre, France (24 frimaire an VIII) : début du Consulat (fin en 1804) ; Napoléon prend le pouvoir et se nomme Premier Consul.
- 25 décembre, France (4 nivôse an VIII) : la Constitution est mise en application. Bonaparte demande à Sieyès de désigner les Consuls. Il n'ose pas se mettre sur la liste et choisit Bonaparte, Cambacérès et Lebrun.
  - Lazare Carnot, ministre de la guerre (fin en 1800). Talleyrand, ministre des Affaires étrangères. Laplace, ministre de l’Intérieur.
  - 3 011 077 français approuvent la Constitution par plébiscite en février 1800. La Révolution est finie. Le suffrage universel est maintenu, mais réduit à l'établissement de listes de confiance, à plusieurs degrés (communales, départementales, nationales). Un Sénat est composé de 80 membres inamovibles, se cooptant à partir de listes proposées par le Premier Consul, le Corps Législatif et le Tribunat. Le Sénat veille à la constitutionnalité des lois et désigne les membres des assemblées législatives à partir de la liste de confiance nationale. L'article 24 rend légale la désignation de la majorité absolue du Sénat par Sieyès, Roger Ducos, Cambacérès et Lebrun, la cooptation n'intervenant qu'ensuite. Le pouvoir législatif est exercé par le Tribunat et le Corps Législatif, désignés par le Sénat sur la liste de confiance nationale et renouvelés par cinquième tous les ans. Le Tribunat (100 membres) discute des projets de lois et les transmet au Corps législatif (300 membres), qui vote les projets de lois sans avoir le droit de les discuter. L'exécutif est confié à trois consuls nommés pour dix ans et indéfiniment rééligibles par le Sénat (la Constitution institutionnalise le choix de Sieyès). Le second et le troisième Consul ont un pouvoir consultatif. L'essentiel de l'exécutif est donné au Premier Consul, qui promulgue les lois, possède l'initiative des lois et nomme le Conseil d'État qui rédige les projets, les ministres, les ambassadeurs, les officiers et les juges. Il est seul juge des dépenses publiques, fixe le taux et le titre des monnaies, dirige les armées et la diplomatie, mais il doit soumettre la déclaration de guerre, les négociations de paix et les traités de commerce au législatif.
- 26 décembre (5 nivôse an VIII) : décret instituant en France le Conseil d'État (équivalent du conseil du Roi).
- 28 décembre, France : proclamation des consuls de la République aux habitants de l'Ouest. Fin de la grande Chouannerie.
- 31 décembre, Indes orientales néerlandaises : le privilège de la Compagnie néerlandaise des Indes orientales (Dutch East India Company) n’est pas renouvelé. L’État néerlandais exploite directement ses possessions et cherche à définir une nouvelle politique coloniale[1].

## Naissances
- 12 décembre : Karl Brioullov, peintre russe († 11 juin 1852).
- 15 décembre : Louis Bodélio, médecin français et philanthrope († 1887).
- 17 décembre : Antoine-Joseph Jobert de Lamballe, médecin et chirurgien français, président de l'Académie des sciences. († 1867).
- 30 décembre : Camille-Christophe Gerono (mort en 1891), mathématicien français[2].

## Décès

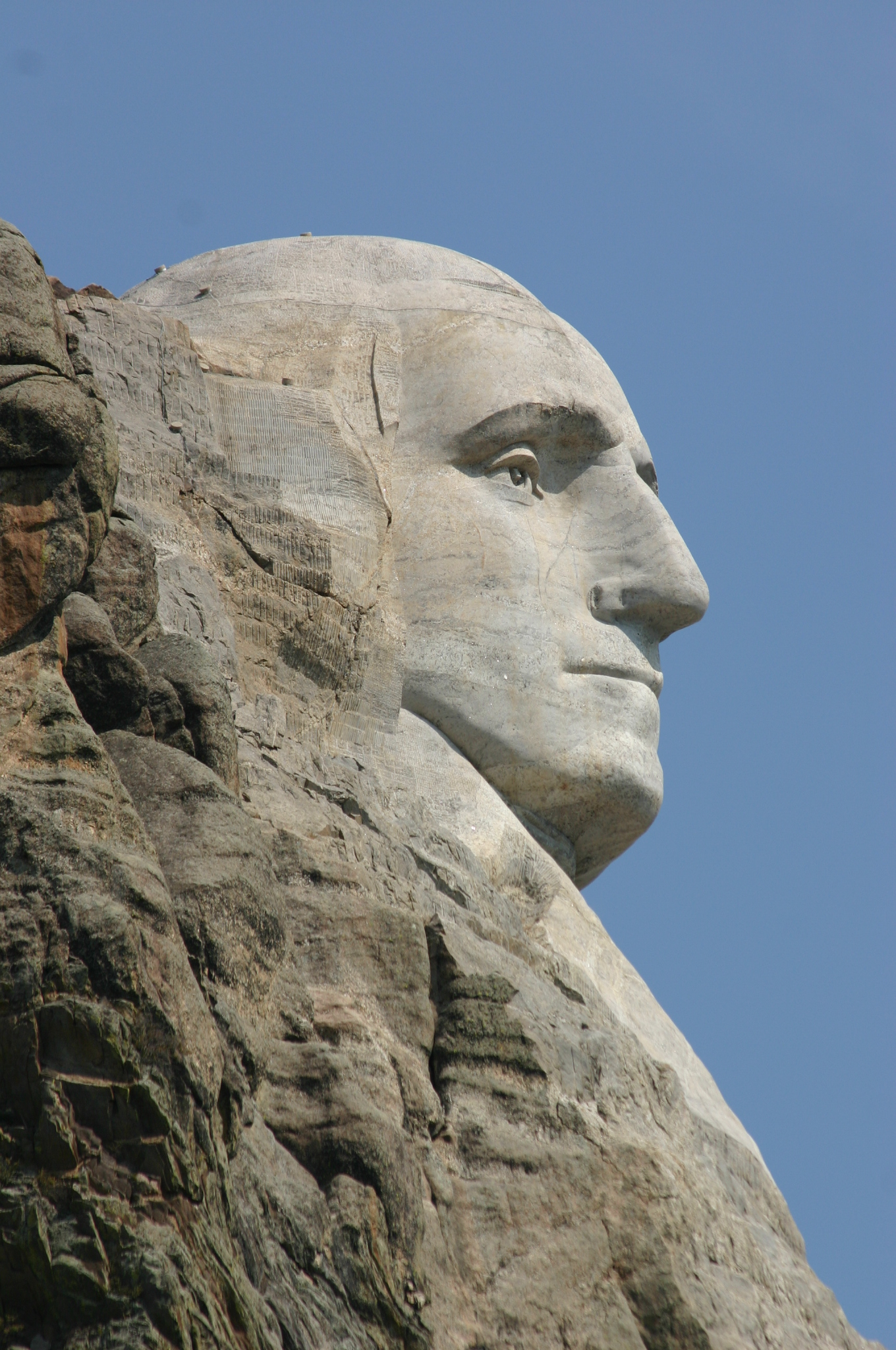
Statue de George Washington au Mont Rushmore

- 6 décembre : Joseph Black (né en 1728), chimiste et physicien écossais, découvreur du dioxyde de carbone.
- 14 décembre : George Washington, (né le 22 février 1732[3] à Pope's Creek dans la colonie britannique de Virginie) est le chef d’état-major de l’Armée continentale pendant la guerre d’indépendance (1775-1783) avant d'être le premier président des États-Unis (1789-1797).
- 18 décembre : Jean-Étienne Montucla (né en 1725), mathématicien français.
- 31 décembre : Jean-François Marmontel, Encyclopédiste et Académicien français (° 1723).